# مناظره‌های انتخابات ریاست‌جمهوری ایالات متحده آمریکا (۲۰۱۲)
در ۳۱ اکتبر ۲۰۱۱، کمسیون منتاظره‌های انتخاباتی ∗ دو حزبی (ک. م. ا) چهار تاریخ مناظره برای انتخابات ریاست‌جمهوری ایالات متحده آمریکا اعلام نمود که در چهار منطقه مختلف از ایلات متحده مناظره‌های انتخاباتی برگزار خواهد نمود که همه در اکتبر ۲۰۱۲ انجام خواهد شد. سه مناظره شامل مناظره‌های نامزدهای دو حزب اصلی آمریکاست، باراک اوباما از ایلینوی و میت رامنی از ماساچوست. یک مناظره نیز با حضور معاونین ریاست جمهوری برگزار خواهد شد؛ جو بایدن از دلاویر و پل رایان.
نامزدهای میباست آرای لازم ایالاتی را کسب نمایند تا بتوانند در مناظره‌ها شرکت کنند. از این رو نامزد حزب لیبرتیان، گری جانسون و نیز نامزد حزب سبز، جیل استین نیز حائز این آرا شده‌اند، یعنی ۱۵٪ آرا از ۵ ایالات بررسی شده.
داوران مناظره‌ها در ۱۳ اوت ۲۰۱۲ اعلام شدند تمام مناظره‌ها بین ساعت ۹ تا ۱۰:۳۰ عصر به وقت شرق ایالات متحده برگزار خواهد شد.

## تعقیب قضایی ضد انحصار
در ۲۱ سپتامبر ۲۰۱۲، جانسون تعقیب قضایی‌ای را در دادگاه‌های ناحیه در ایالات متحده آمریکا در ایلات کالیفرنیا علیه کمیسیون مناظره‌های انتخاباتی، مجمع ملی جمهوری‌خواهان و مجمع ملی دموکرات اعلام نمود. این اعلام جرم علیه سه سازمان خصوصی و براساس قانون شرمن-ضد انحصار صورت گرفت که به محدود کردن رقابت انتخاباتی و صدمه زدن به کمپین جانسون و انتخاب کنندگان آمریکایی منجر شده‌است.

### بازداشت جیل استین
در ۱۶ اکتبر ۲۰۱۲، نامزد حزب سبز، جیل استین و نامزد معاونت وی چری هونکالا در بیرون سالن مناظره هوفتسرا به دلیل تجمع بازداشت شدند.

### پس‌کشیدن حامیان مالی
از ۲۸ سپتامبر ۲۰۱۲، سه حامی مالی مناظره‌ها، از این کار پس‌کشیدند؛ علت را نیز دیدگاه‌های عمومی دربارهٔ حذف جانسون و استین اعلام کردند. این سه حامی عبارتند از:بارتل بوگل، «YWCA» و فیلیپس بود.

## زمانبندی مناظره‌ها
نخستین (سیاست داخلی آمریکا)
چهار شنبه،۳ اکتبر: مگنس آرنا، دانشگاه دنور، دنور، کلورادو
گرداننده: جیم لهرر
ویدیو: سی-اسپان، بی‌بی‌سی، یوتوب در یوتیوب
متن مناظره: سی‌ان‌ان، ان‌پی‌آر به همراه صوت، واشینگان پست، ال‌آی تایمز، نیویورک تایمز
بررسی حقایق: FactCheck.org, واشینگتن پست
معاون ریاست جمهوری (سیاست داخلی و خارجی)
سه شبنه، ۱۱ اکتبر; مرکز نورتون برای هنر، کالج مرکزی، دانویل کنتاکی
گرداننده: مارتا راداتز
ویدیو: سی-اسپان، بی‌بی‌سی، یوتوب در یوتیوب
متن مناظره: سی‌ان‌ان، ان‌پی‌آر به همراه صوت، واشینگتن پست
بررسی حقایق: FactCheck.org، PolitiFact.com، واشینگتن پست
دومین (مسایل شهری)
سه شنبه، ۱۶ اکتبر; مجموعه ورزشی و نمایشگاهی دیوید اس. ماک، دانشگاه هوفسترا، هپستید، نیویورک
گرداننده: کندی کرولی
,ویدیو: سی-اسپان، بی‌بی‌سی
متن مناظره: سی‌ان‌ان، به همراه صوت مناظره، مک‌کلاچی، واشینگتن پست
بررسی حقایق: بوستون.کام، FactCheck.org، نیویورک تایمز، Politico، PolitiFact.com، واشینگتن پست،
سومین (سیاست خارجی آمریکا)
دوشنبه، ۲۲ اکتبر; مرکز اجرای هنرهای جهانی، دانشگاه لین، بوکا راتون، فلوریدا
گرداننده: باب شیفر
ویدیو: بی‌بی‌سی، سی اسپان، بوتوب در یوتیوب
متن مناظره: سی‌ان‌ان، ان‌پی‌آر به همراه صوت، مک‌کلاچی، واشینگتن پست
بررسی حقایق: Boston.com، FactCheck.org، Politico، PolitiFact.com, نیویورک تامیز
نخستین مناظره بنباد انتخابات آزاد و عادلانه (گروه ثالث)
۲۳ اکتبر ۲۰۱۲، هیلتون شیکاگو،‌شیکاگو، ایلینوی
هماهنگ‌کننده: لری کینگ – Ora.TV
دومین مناظره بنیاد انتخابات آزاد و عادلانه (گروه ثالث)
۳۰ اکتبر ۲۰۱۲، اعلام خواهد شد، واشینگتن دی.سی.
هماهنگ‌کننده: اعلام خواهد شد

## ۳ اکتبر: نخستین مناظره ریاست جمهوری (دانشگاه دنور)
نخستین مناظرهٔ رییس جمهور اوباما و فرماندار رامنی بر مسایل داخلی کشور ایلات متحده متمرکز بود و به ۶ بخش ۱۶ دقیقه‌ایی تقسیم‌بندی شده بود. سه بخش اولبخش با محوریت اقتصاد دربارهٔ مالیات، بدهی ملی، کسری بودجه ملی و چگونگی برون رفت از این مصایب بحث شد. سه بخش پایانی ناظر بر نقش دولت و حکومتداری بود.

### پذیرش عمومی
بیش از ۶۷ میلیون آمریکایی این مناظره را دیدند که پربیننده‌ترین مناظره طی ۳۲ سال اخیر بود.
نظرسنجی شبکه سی‌بی‌اس نشان داد که ۴۶٪ عقده‌داشتند که پیروز این میدان رامنی بود، ۲۲٪ اوباما را غالب دانستند و ۳۲٪ نیز نتیجه را مساوی قلمداد نمودند
نظرسنجی سی‌ان‌ان حاکی از برتری مطلق با ۶۷٪ رأی بینندگان را به سود رامنی و تنها ۲۵٪ به پیروزی اوباما در این مناظره بود. تقریباً همه رسانه‌ها برتری رامنی در این مناظره را تأیید نمودند.. نویسنده مجله تایم' جو کیلن گفت:«در واقع، یکی از بی‌منطق‌ترین اجراهای رییس جمهور را مشاهده کردیم».
انتقادات بر نحوهٔ رفتار اوباما عبارت بودند از: منفعل، عدم پاسخ‌گویی و حتی نگاه مستقیم به رامنی. 
هماهنگ‌کننده مناظره، جیم لهر، نیز به شدت مورد انقاد قرار گرفت. عمدهٔ ای انتقادات در ارتباط با نحوه رفتار وی را صحبت، بیش از زمان تعیین شده، از طرف هر دو نامزد بود
چندین گروه حقیقت‌یاب مسایلی را در میان صحبت‌های هردو نامزد کشف نمودند که با واقعیت در تضاد بود. هوستون کرونیکل گزارش داد که منابع متعددی از قبیل سایت فکتچک.کام، پلتیفکت.کام، سی‌بی‌اس، سی‌ان‌ان، واشینگتن پست، روزنامه پولیتکو تضادهایی را بین صحبت‌های رامنی و اوباما کشف کرده‌اند، در این میان البته اوباما کمتر از این تناقضات استفاده کرده‌بود.

## ۱۱ اکتبر: مناظره معاونین ریاست جمهوری (کالج مرکزی)
نخستین و تنها مناظره معاونین ریاست جمهوری بین جو بایدن و پل رایان بر روی مسایل داخلی کشور و سیاست خارجی متمرکز بود و به ۹ بخش ۱۰ دقیقه‌ایی تقسیم شده بود. بخش سیاست خارجی راجع به موضوعاتی از قبیل حمله به مامور دیپلمات آمریکا در بنغازی، ایران، جنگ داخلی سوریه و افغانستان بود. سیاست داخلی نیز بر روی مباحثی از قبیل بهداشت، سقط جنین، بدهی ملی، امنیت و بهداشت ملی و مالیات متمرکز بود.
نظرسنجی سی‌بی‌اس نشان می‌داد که ۵۰٪ رای‌دهندگانی که هنوز تصمیم نگرفته‌اند، بایدن را انتخاب کرده‌اند و ۳۱٪ نیز رایان را برگزیده‌اند. نظرسنجی رویترز پیروزی بایدن را نشان می‌داد، ۴۲٪ در برابر ۳۵٪ رایان. نظر سنجی سی‌ان‌ان نشان داد که ۴۸٪ بینندگان معتقد به پیروزی رایان بودند و ۴۴٪ معتقد به پیروزی بایدن. اگرچه سی‌ان‌ان به این نکته اشاره کرد که جمعیت مورد آمارگیری دارای اکثریت ۸٪ از جمهوری خواهان بوده‌اند. بیشتر تحلیل‌های مناظره نشان داده که هردو طرف حاضر برابر بوده‌اند، اما عملکرد بایدن باعث کاهش سرعت پیوستن به طرفداران رامنی شده‌است.
مناظره توسط بیش از ۵۱ میلیون بیننده مشاهده شد و رتبه سومین مناظره پرتماشاگر بعد از مناظره‌های سال‌های ۱۹۸۴ (۵۷ میلیون) و ۲۰۰۸ (۷۰ میلیون) را بدست آورد. نکته این که آن‌ها مناظره نامزدها ریاست جمهوری بودند و این مناظره نامزدها معاونین.

## ۱۶ اکتبر: دومین مناظره نامزدهای ریاست جمهوری (دانشگاه هوفسترا)

### قالب
موسسه گالوپ ۸۲ رای‌دهنده‌ایی که هنوز برای رایشان تصمیم نگرفته‌اند از ناحیه نیویورک برای مناظره دعوت شدند. براساس قوانین کمیسیون مناظرات که به صورت کاملاً محرمانه بین بین دو نامزد رد و بدل شده، هر دو نامزد برای پاسخگویی به هر پرسش ۲ دقیقه وقت در اختیار دارد. نامزدهای در طول این دو دقیقه دایماً با یکدیگر به جدل می‌پرداختتد و کندی کرولی نیز در این جدال دخالت می‌کرد
اگرچه هماهنگ‌کننده مناظره‌ها ۱۵ شرکت‌کننده را برای پرسیدن سوالاتشان آماده کرده بود، به دلیل طولانی شدن زمان گفتگوهای نامزدها، تنها ۱۱ تن قادر به پرسیدن سوالاتشان از نامزدهایشان شدند. سوالات عبارت بودند از:
- از رامنی، دانشجویی دربارهٔ نگرانی‌هایش از حمایت از وی بعد از فارغ‌التحصیل شدن
- از اوباما دربارهٔ وزارت انرژی و کاهش قیمت گازوییل
- از رامنی، دربارهٔ کاهش طرحش دربارهٔ نرخ مالیات و نیز محدود و حذف کردن اعتبارات
- از اوباما، عدم برابر حقوق مردان و زنان در محیط‌های کار و کم بودن حقوق زنان در ازای کار برابر با مردان
- از رامنی، تفاوتش با جورج بوش
- از اوباما، راجع به کارهای انجام داده برای جذب آرای خاموش
- از رامنی، دربارهٔ طرحش برای مهاجران غیر مقیم در ایلات متحده
- از اوباما، اینکه چه‌کسی مسئول کاهش محافظت از سفارت آمریکا در لبیی بوده
- از اوباما، برای کارهای انجام داده جهت کاهش دسترسی به سلاح در جامعه
- از رامنی، راجع به سرمایه‌گذاری و خروج اشتغال از آمریکا به سایر کشورها
- از رامنی، راجع به برزگترین سوتفاهم درباره‌اش[۴۳][۴۴]

دومین مناظره بین نامزدهای ریاست جمهوری آمریکا در دانشگاه هوفسترا در قالب ملاقات عمومی با حضور تعداد از رای‌دندگان ثبت‌نشده که به همراه پرسش و پاسخ بود، برگزار شد. سوالات از طرف هماهنگ‌کنننده و نیز حضار از پیش تعیین شده پرسیده و نامزدها با آن‌ها پاسخ دادند.
دومین مناظره بر موضوعات داخلی متمرکز بود، که برخلاف مناظره قبلی، بحث‌هایی نیز از سیاست خارجی نیز در آن دخیل بود. مسایل اصلی مورد بحث عبارتند بودند از: سیاست‌ها مالیاتی، بیکاران، ایجاد شغل، بدهی ملی، انرژی و استفلال انرژی آمریکا، حقوق زنان و مهاجرت (مهاجرت قانونی و مهاجرت غیرقانونی)، حمله به مامور دیپلمات آمریکا در بنغازی (لیبی).
نظرسنجی سی‌ان‌ان نشان می‌داد که ۴۶٪ بینندگان معتقد بودن که اوباما مناظره را برده و در مقابل ۳۹٪ معتقد به پیروزی رامنی بودند. سی‌ان‌ان بار دیگر اعلام کرد که جامعه آماری دارای ۸٪ جمعیت بیشترِ جمهوری خواهان بوده؛ درست مانند نظرسنجی مناظره معاونین. 
نظر سنجی سی‌بی‌اس از رای‌دهندگان ثبت‌نشده نشانگر برتری ۷ درصدی اوباما در برابر رامنی بود؛ ۳۷ به ۳۰٪. ۵۵٪ بینندگانِ شرکت‌کننده در نظرسنجی سی‌بی‌اس بیان داشتند که اوباما به صورت مستقیم به سوالات پاسخ می‌داده؛ این میزان برای رامنی ۴۹٪ بود.
نکته قابل توجه اینکه تمام نظرسنجی‌های عمومی ، چه میان لیبرال‌ها و چه محافظه‌کاران، حاکی از حضور قویترِ اوباما نسبت به نخستین مناظره بود.

### هماهنگ کننده
در طول مناظره، هماهنگ‌کنندهی مناظره، کندی کرولی، باعث ایجاد ناخشنودی شد. وی در موضوع مورد اختلاف اوباما و رامنی دربارهٔ اینکه آیا اوباما آن را یک عملیات تروریستی خوانده یا نه وارد شد و نظر رئیس‌جمهور اوباما را تأیید نمود کرولی در طول مناظره گفت:«وی (رییس جمهور) در رزگاردن آن را عملیات تروریستی خواند»
در رزگاردن رئیس‌جمهور گفته بود:«هیچ عمل تروریستی این ملت بزرگ را نخواهد ترساند، ...»

### تظاهرات حزب سبز
نامزد حزب سبز جیل استین به همراه معاونش چری هونکالا در مکان مناظره و به جرم تلاش برای ورود به سالن مناظره دستگیر شدند. دلیل آن‌ها برای ورود، حذف آن‌ها به عنوان نامزدهای کمتر شناخته شده از مناظره بود

## ۲۲ اکتبر: سومین مناظره ریاست جمهوری (دانشگاه لین)
سومین مناظره ریاست جمهوری ایلات متحده در روز دوشنبه،۲۲ اکتبر ۲۰۱۲ در دانشگاه لین صورت گرفت. هماهنگ‌کننده مناظره باب شیفر از سی‌بی‌اس بود.
موضوعات مورد بحث در این مناظره بر مسایل خارجی متمرکز بود. مسایلی از قبیل حملات اخیر به کنسولگری آمریکا در بنغازی، موضوع هسته‌ایی ایران، بهار عربی، جنگ‌داخلی سوریه، روابط امریکا-اسراییل، روابط پاکستان-آمریکا، مبارزه با تروریسم، بازگشت سربازان آمریکایی ا افعانستان، اندازه نیروز نظامی ایلات متحده و روابط آمریکا-چین و همچنین ظهور قدرت چین. فرماندار رامنی در این حین گریزی به اتفاقات رخداده در شمال مالی نیز زد. اگرچه مناظره برای بحث مستقیم بر روی سیاست خارجی ایلات متحده برنامه‌ریزی شده بود؛ اما نامزدها از وقتشان برای پوشش دادن برخی از مسایل و سیاست‌های داخلی نیز استفاده کردند. مسایلیِ مانند اشتغال‌زایی، ایجاد شغل و بهی ملی ایالات متحده و مسایل آموزشی.

### قالب
مناظره به همان صورتِ مناظره ابتدایی صورت گرفت. زمان مناظره به ۶بخشِ ۱۵-دقیقه‌ایی تقسیم شده‌است و هماهنگ‌کننده مناظرات مسایل را مطرح می‌کرد و به نامزدها دو دقیقه فرصت اظهار نظر می‌داد. 

### انتقادات و پذیرش
براساس یک نظرسنجیِ صورت گرفته از سوی سی‌بی‌اس، ۵۳٪ رای‌دهندگانی که هنوز تصمیم نگریته‌بودند اوباما پیروز مناظره بود. ۲۳٪ نیز بر پیروزی رامنی صحه گذاشتند و ۲۴٪ نیز مناظره را برابر دانستند. نظرسنجی سی‌ان‌ان نیز نتایجی مشابه داشت. ۴۸٪ بینندگان به پیروزی اوباما، ۴۰٪ به پیروزی رامنی رأی داده و باقی نتیجه را برابر اعلام کردند. البته جامعه آماری سی‌ان‌ان برابر نبود و تعداد جمهوری‌خواهان ۵ درصد بیشتر از دموکرات‌ها بود. .

### هماهنگ‌کننده
میزانی و هماهنگ‌کنندگی شیفر، متعادل بود ولی مورد پذیرش قرار گرفت. اگرچه وی در جایی از مناظره به اشتباه باراک اوباما را اوسامه خواند.

## پیوند
- سایت کمیسون مناظره‌های انتخاباتی، تاریخ، نامزدها و مکان‌های مناظره‌های مربوط به انتخابات عمومی سال 2012 را اعلام نمود, Commission on Presidential Debates, October 31, 2011
- ضوابط انتخابی نامزدهای سال 2012, Commission on Presidential Debates, October 20, 2011
- مناظره دانشگاه دنور سایت رسمی
- مناظره کالج مرکزی سایت رسمی
- مناظره دانشگاه هوفسترا سایت رسمی
- مناظره دانشگاه لین سایت رسمی